# 四川大學生命科學學院
四川大學生命科學學院（College of Life Science, Sichuan University），爲四川大學下轄的一個二級學院。該院歷史可追溯到1916年組建的國立成都高等師範學校（四川大學的前身）博物部。

## 歷史
四川大學生命科學學院的歷史可以追溯到1916年成立的國立成都高等師範學校博物部。中華人民共和國成立後，在院系調整期間，華西協和大學生物系併入四川大學。1994年，華西醫科大學基礎生物學與細胞學教研室併入四川聯合大學生命科學與工程學院。1998年，四川聯合大學更名四川大學，生命科學與工程學院更名爲生命科學學院。

## 現況
該學院現有遺傳學、植物學兩個國家重點學科，生物學、植物保護兩個一級學科博士點、（中華人民共和國）教育部重點實驗室一間、教職工130餘人。

## 名人
- 周太玄，生物學家、教育家，1932年曾任國立四川大學理學院院長兼生物系系主任。
- 方文培，已故植物學家，曾於國立四川大學、四川大學任教，1983年去世[2]:121。
- 錢崇澍，已故植物學家，前中國科學院院士，曾於國立四川大學任教[3]。
- 趙爾宓，動物學家，中國科學院院士（已故）[4]。